# Radoliwka
Radoliwka (ukr. Радолівка) – wieś na Ukrainie, w obwodzie zaporoskim, w rejonie berdiańskim, w kołariwskiej hromadzie wiejskiej. W 2001 liczyła 407 mieszkańców, wśród których 54 wskazało jako ojczysty język ukraiński, 224 rosyjski, 2 mołdawski, a 127 bułgarski.

## Urodzeni
- Uładzimir Szymau – białoruski ekonomista i działacz państwowy.